# Margem de sangramento
Margem de Sangramento é um termo relacionado a impressão que descreve o que é impresso fora dos limites da página após seu corte. A margem de sangramento é a parte ao redor de seu documento que minimiza o efeito do erro no alinhamento do papel para a impressão ou no corte do papel.
Nos EUA e Reino Unido essa margem é normalmente de 1/8 polegada enquanto na europa o comum fica entre 3 a 5 milímetros. Isso pode variar de uma gráfica para outra, algumas pedem medidas específicas que em geral são publicadas em seus websites.

## Marcas de Corte
Linhas definidas pelo designer para indicar onde a folha deve ser guilhotinada. Essas linhas são a fronteira explicita entre o conteúdo da folha e seu sangramento.